# ماكينة صناعة القهوة كيمكس

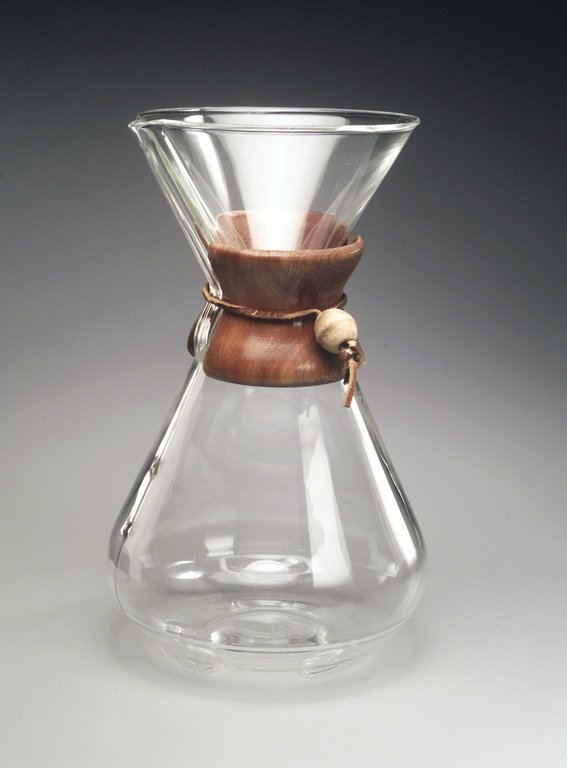
ماكينة صنع القهوة كيمكس المصمم: بيتر شلمبوم، عام 1941؛ متحف بروكلين.

ماكينة صنع القهوة تشيمكس أو ماكينة صنع القهوة كيمكس هي آلة صنع قهوة زجاجية يدوية، اخترعها بيتر شلمبوم في عام 1941، صنعتها شركة كيمكس في شيكوبي، ماساتشوستس.
في عام 1958 ، قال المصممون في معهد إلينوي للتكنولوجيا إن آلة صنع القهوة كيمكس هي "واحدة من أفضل المنتجات تصميمًا في العصر الحديث" وهي مدرجة في مجموعة متحف الفن الحديث في مدينة نيويورك.

## التصميم

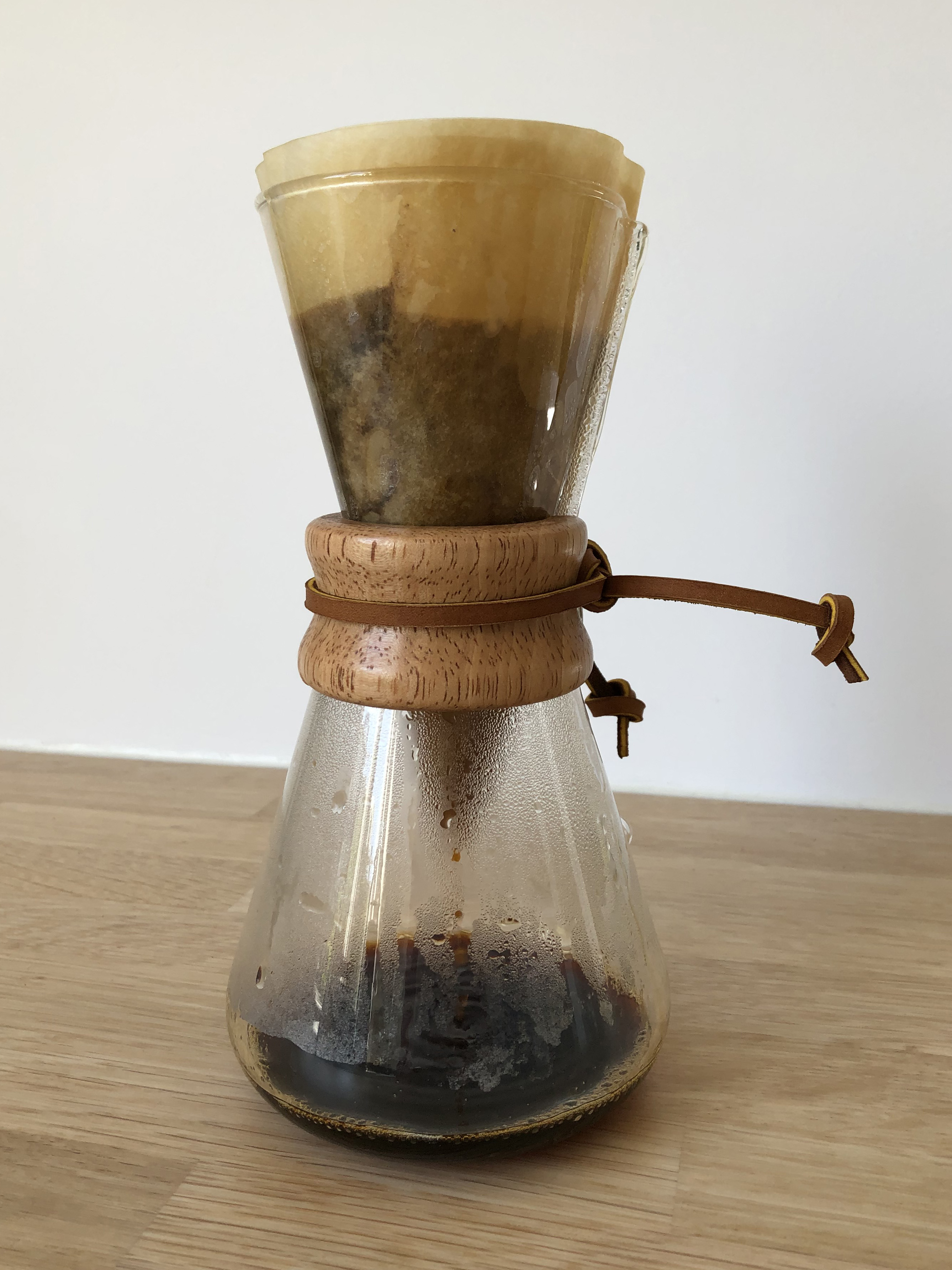
آلة تحضير القهوة من كيمكس تقوم بتخمير القهوة باستخدام مرشحات "هاف مون" النموذجية.

تتكون آلة صنع القهوة تشيمكس من دورق زجاجي على شكل ساعة رملية مع عنق مخروطي يشبه القمع وفلاتر خاصة، مصنوعة من ورق متماسك، وهي أكثر سمكاً من المرشحات الورقية القياسية المستخدمة في آلة تحضير القهوة بالتنقيط. يزيل الورق السميك لفلاتر كيمكس معظم زيوت القهوة ويجعل القهوة "أنظف" بشكل أكبر من القهوة التي يتم تخميرها في أنظمة صنع القهوة الأخرى. الكوب "الأنظف" يستخرج الكافيين والنكهة بينما يزيل النكهات المرة. قد تساعد المرشحات السميكة أيضًا في إزالة المزيد من الكافستول، وهو مركب موجود في القهوة يرفع الكوليسترول.
الميزة البصرية الأكثر تميزًا في كيمكس هي طوق خشبي مقاوم للحرارة حول الرقبة، مما يسمح بسهولة التعامل معها وصبها عندما تكون مليئة بالقهوة الساخنة. يتم لف الياقة ثم تنقسم إلى قسمين للسماح لها بالتناسب حول العنق الزجاجي. يتم تثبيت القطعتين بشكل فضفاض في مكانهما بواسطة ثونغ جلدي مربوط. بالنسبة لقطعة التصميم التي أصبحت شائعة بعد الحرب في زمن الحداثة والتصنيع الدقيق، كان هذا التجاور بين الخشب الطبيعي والطبيعة العضوية للعقدة المربوطة يدويًا مع الطبيعة المختبرية للأواني الزجاجية سمة مميزة لمظهرها.

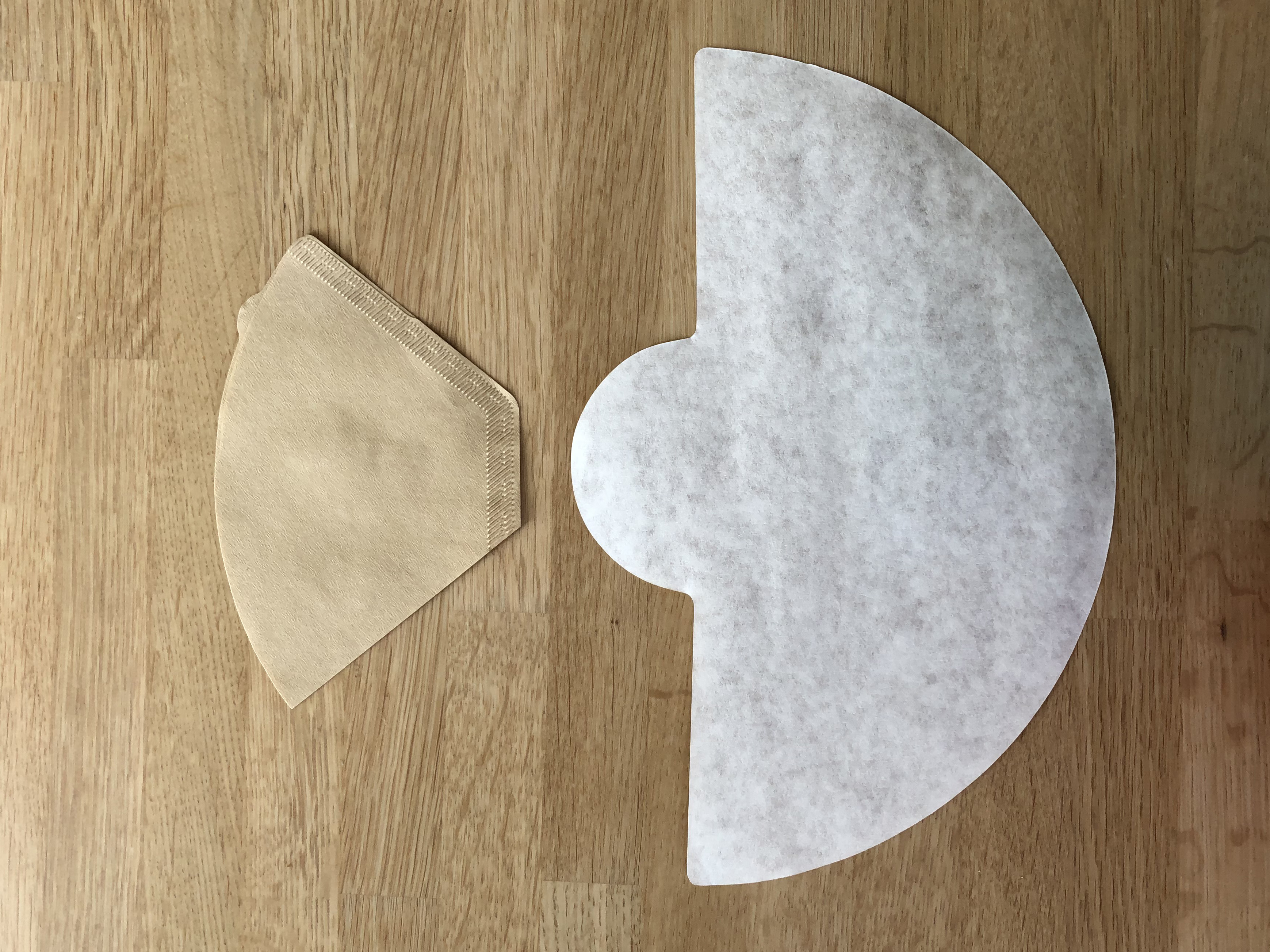
فلتر كيمكس لصنع القهوة "غير مطوي على شكل نصف قمر (يمين) مرشح قهوة

## تخمير القهوة
يتم تحضير القهوة عن طريق طي الفلتر الورقي أولاً إلى شكل باستخدام الجانب المطوي برقم مطبوع 3، حيث يوجد فوهة الصب ووضعه في عنق القارورة. يجب شطف فلتر كيمكس بالماء الساخن لإزالة أي طعم للورق. بعد تفريغ الماء، يضاف البن المطحون إلى المرشح الورقي المغسول. سوف يشبه الطحن الخشن الملح الخشن للحصول على أفضل نكهة. ثم يُسكب الماء الساخن (93-96 درجة مئوية/195-205 درجة فهرنهايت) من خلال القهوة والفلتر، لإيداع القهوة المخمرة في القارورة. يوجد فوهة في النصف العلوي من آلة التحضير. وهذا يسمح بسكب القهوة بسهولة بعد التحضير ويضمن تدفق الهواء أثناء التخمير، وتجنب الختم بالتفريغ.

## روابط خارجية
- Chemex Coffeemakers & Filters – Official Website